# بان هلان بالا (دوستان)
بان هلان بالا (بالفارسية: بان هلان بالا) هي قرية تقع في إيران في قسم دوستان الريفي. يقدر عدد سكانها بـ 316 نسمة بحسب إحصاء 2016.